# نمایشگاه رسانه و تجارت ای۳ ۲۰۱۶
نمایشگاه سرگرمی الکترونیکی سال ۲۰۱۶ (به انگلیسی: Electronic Entertainment Expo 2016) که به اختصار ای۳ ۲۰۱۶ نامیده می‌شود، بیست و دومین دورهٔ نمایشگاه ای۳ بود. این مراسم از ۱۴ ژوئن ۲۰۱۶ در مرکز گردهمایی لس آنجلس آغاز گردید و تا ۱۶ ژوئن ادامه داشت.

## کنفرانس‌های مراسم

### اسکوئر انیکس
اسکوئر انیکس قبل از مراسم نَسا (نمایشگاه سرگرمی‌های الکترونیکی) در کنفرانسی که روز ۱۹ خرداد برگزار کرد بازی دیس اکس هستی را به نمایش گذاشت. در طی این کنفرانس دموی ۱۷ دقیقه‌ای از دئوس اکس: تفرقه بشر به همراه حالت جدیدی به نام بریچ (Breach).

### الکترونیک آرتس
شرکت الکترونیک آرتس، ساعت ۰۰:۳۰ روز دوشنبه، ۲۴ خرداد ۱۳۹۵ (به وقت ایران) کنفرانسی را برگزار کرد. طی این کنفرانس دو تریلر از عنوان تایتان‌فال ۲، روند بازی بتلفیلد ۱ و پشت صحنهٔ روند ساخت بازی تأثیر فراگیر: آندرومدا به نمایش در درآمد. الکترونیک آرتز در این کنفرانس برنامه‌هایش را برای سری‌های آیندهٔ عنوان Star Wars شرح داد.

### بِتِزدا
بتزدا ساعت ۶:۳۰ صبح روز دوشنبه، ۲۴ خرداد ۱۳۹۵ دومین کنفرانس خود در نسا را برپا کرد. طی این کنفرانس از بازسازی عنوان الدر اسکورولز ۵: اسکایریم، محتوای قابل دانلود جدید الدر اسکورولز آنلاین و نسخه واقعیت مجازی دو بازی دووم و فال‌آوت ۴ رونمایی شد. بازی‌های پری، Quake Champions معرفی شدند و روند بازی بی‌آبرو ۲ به نمایش درآمد.

### کادوکاوا گیمز
شرکت کودوکاوا ساعت ۰۹:۰۰ صبح دوشنبه، ۲۴ خرداد برای اولین بار طی مراسم نسا کنفرانس برگزار کرد. برخلاف دیگر شرکت‌ها این شرکت کنفرانس خود را در توکیو برگزار کرد و پخش زنده نیز نداشت.

### مایکروسافت
کنفرانس مایکروسافت ساعت ۲۱:۰۰ دوشنبه، ۲۴ خرداد ۱۳۹۵ برگزار شد. در این کنفرانس دو نسخهٔ جدید از کنسول ایکس‌باکس وان معرفی شد. یکی ایکس‌باکس وان اس که در واقع نسخهٔ ویرایش شدهٔ ایکس‌باکس وان است و از ویژگی‌های جدید آن بدنهٔ کوچکتر و پشتیبانی از وضوح ۴کی است. این کنسول در اوت ۲۰۱۶ عرضه شود. نسخهٔ دیگر با اسم رمز Project Scorpio است که بعدها ایکس‌باکس وان ایکس نام گرفت. سخت‌افزار این کنسول به گونه‌ای بروز شده است که توانایی اجرای بازی در وضوح ۴کی را داشته باشد و همچنین از فناوری واقعیت مجازی پشتیبانی کند. علاوه بر این، طی کنفرانس تریلرهای جدیدی از بازی‌های چرخ‌دنده‌های جنگ ۴، نبردهای هیلو ۲، اینساید، ریکور، تکن ۷، اسکیل‌باند و دریای دزدان به نمایش درآمد و از بازی‌های خیزش مرگ ۴، State of Decay 2 و فورتزا هورایزن ۳ رونمایی شد.

### پی‌سی گیمینگ شو
پی‌سی گیمر برای دومین مرتبه کنفرانسی طی مراسم نسا برگزار کرد. این کنفرانس ساعت ۲۳:۰۰ روز دوشنبه، ۲۴ خرداد ۱۳۹۵ برگزار شد.

### یوبی‌سافت
کنفرانس یوبی‌سافت ساعت ۰۰:۳۰ روز سه شنبه، ۲۵ خرداد ۱۳۹۵ برگزار شد. طی این کنفرانس تریلرهای جدیدی از برای افتخار، گوست ریکان سرزمین‌های وحشی، South Park: The Fractured But Whole، سگ‌های نگهبان ۲ و Eagle Flight به همراه ویدئویی از پشت صحنهٔ ساخت فیلم کیش یک آدم‌کش به نمایش درآمد. به علاوه از بازی‌های Steep, Trials of the Blood Dragon, Grow Up و Star Trek: Bridge Crew رونمایی شد.

### سونی
کنفرانس سونی اینتراکتیو انترتینمنت از ساعت ۰۵:۳۰ صبح روز سه شنبه، ۲۵ خرداد ۱۳۹۵ برگزار شد. سونی قیمت نهایی و تاریخ عرضه هدست واقعیت مجازی پلی‌استیشن وی‌آر را ۱۳ اکتبر ۲۰۱۶، همراه با پشتیبانی از پنجاه بازی در زمان عرضه اعلام کرد. سونی همچنین تاریخ انتشار بازی سال‌ها تأخیر خوردهٔ آخرین نگهبان را ۲۵ اکتبر ۲۰۱۶ اعلام کرد و همچنین از یک نسخهٔ باز راه‌اندازی شده متشکل از سه قسمت نخستین مجموعه بازی کراش باندیکوت با عنوان کراش باندیکوت سه‌گانه دیوانه‌وار رونمایی کرد. بازی‌های جدید معرفی شده شامل خدای جنگ، رزیدنت ایول ۷: بایوهزرد، دث استرندینگ (نخستین عنوان هیدئو کوجیما پس از جدایی از شرکت کونامی)، دیز گان و مرد عنکبوتی از شرکت اینسامنیاک گیمز هستند.

### نینتندو
برای چهارمین سال متوالی نینتندو تصمیم بر عدم برگزاری کنفرانس در نسا گرفت.

## فهرست برجسته‌ترین شرکت‌های حاضر در مراسم
فهرست زیر شامل برجسته‌ترین شرکت‌های بازیسازی حاضر در نسا ۲۰۱۶ است. چندین شرکت که در مراسم سال گذشته حضور داشتند امسال برنامه‌ای برای ارائهٔ عمومی بازی‌هایشان در این مراسم ندارند از جمله شرکت‌های اکتیویژن، الکترونیک آرتس، استودیو دیزنی اینتراکتیو و وارگیمینگ.
- بتزدا سافت‌ورکز
- دیپ سیلور
- الکترونیک آرتس
- فوکوس هوم اینتراکتیو
- کویی تکمو
- استودیو مایکروسافت
- نینتندو
- سگا
- سونی اینتراکتیو انترتینمنت
- اسکوئر انیکس
- تیک-تو اینتراکتیو
- یوبی‌سافت

## بازی‌هایی که حضورشان در مراسم تأیید شده است
فهرست زیر شامل برجسته‌ترین بازی‌هایی است که حضورشان در نسا ۲۰۱۶ تأیید شده است.
| توکی گیمز - Battleborn (PC / PS4 / Xbox One) - تمدن ۶ (PC) - انقلاب تمدن ۲ (Vita) - مافیا ۳ (PC / PS4 / Xbox One) - دبلیودبلیوئی ۲کی۱۷ (PS3 / PS4 / Xbox 360 / Xbox One) ۵۰۵ گیمز - آبژو (PC / PS4) - Assetto Corsa (PS4 / Xbox One) - Portal Knights (PC) - Prominence Poker (PC) - راکت لیگ (PC / PS4 / Xbox One) اکتیویژن - ندای وظیفه: جنگ‌های بی‌نهایت (PC / PS4 / Xbox One) - Destiny: Rise of Iron (PS4 / Xbox One) - Skylanders Imaginators (TBA) آنومن - Moto Racer 4 (PC / PS4 / Xbox One) - سایبریا ۳ (PC / PS4 / Xbox One) - Yesterday Origins (PC / PS4 / Xbox One) بتزدا - بی‌آبرو ۲ (PC / PS4 / Xbox One) Bigben Interactive - WRC 6 (PC / PS4 / Xbox One) کپ‌کام - Monster Hunter Generations (3DS) Codemasters - F1 2016 (PC / PS4 / Xbox One) دیپ سیلور - Agents of Mayhem (PC / PS4 / Xbox One) Devolver Digital - Absolver (PC / PS4 / Xbox One) - Eitr (PC / PS4) - Mother Russia Bleeds (PC / PS4) - Shadow Warrior 2 (PC / PS4 / Xbox One) الکترونیک آرتس - Battlefield 1 (PC / PS4 / Xbox One) - FIFA 17 (PC / PS3 / PS4 / Xbox 360 / Xbox One) - Madden NFL 17 (PS3 / PS4 / Xbox 360 / Xbox One) - تأثیر فراگیر: آندرومدا (PC / PS4 / Xbox One) - NHL 17 (PS4 / Xbox One) - تیتانفال ۲ (PC / PS4 / Xbox One) | فوکوس هوم اینتراکتیو - Farming Simulator 17 (PC / PS4 / Xbox One) - Mordheim: City of the Damned (PC / PS4 / Xbox One) - Shiness: The Lightning Kingdom (TBA) - Space Hulk: Deathwing (PC) - The Surge (PC / PS4 / Xbox One) - Styx: Shards of Darkness (PC / PS4 / Xbox One) - The Technomancer (PC / PS4 / Xbox One) - Vampyr (PC / PS4 / Xbox One) کویی تکمو - Attack on Titan (PC / PS3 / PS4 / Vita) - Nioh (PS4) - Untitled Omega Force project کونامی - Pro Evolution Soccer 2017 (PC / PS4 / Xbox One) Marvelous USA - Akiba's Beat (PS4 / Vita) - Corpse Party (3DS) - Exile's End (PS4 / Wii U / Vita) - Fate/EXTELLA: The Umbral Star (PS4 / Vita) - The Legend of Heroes: Trails of Cold Steel II (PS3 / Vita) - Shantae: Half-Genie Hero (PS4 / Wii U / Vita) - Story of Seasons: Trio of Towns (3DS) - Touhou: Scarlet Curiosity (PS4) مایکروسافت - Untitled فورزا موتوراسپورت game (Xbox One) - نبردهای هیلو ۲ (PC / Xbox One) - Sea of Thieves (PC / Xbox One) ناتسومی - Harvest Moon: Skytree Village (3DS) - River City: Tokyo Rumble (3DS) - Wild Guns: Reloaded (PS4) نینتندو - افسانه زلدا (Wii U) - Tokyo Mirage Sessions ♯FE (Wii U) Nordic Games - Battle Chasers: Nightwar (PC / PS4 / Xbox One) - Elex (PC / PS4 / Xbox One) - The Guild 3 (PC) - SpellForce 3 (PC) The Pokémon Company - Pokémon GO (iOS / Android) - Pokémon Sun and Moon (3DS) | سگا - 7th Dragon III Code: VFD (3DS) - پرسونا ۵ (PS3 / PS4) - Sonic Boom: Fire & Ice (3DS) - Warhammer 40,000: Dawn of War III (PC) - Yakuza 0 (PS3 / PS4) سونی - دیترویت: بیکام هیومن (PS4) - گرن توریسمو اسپورت (PS4) - هورایزن زیرو داون (PS4) اسکوئر انیکس - Black the Fall (PC) - Deus Ex: Mankind Divided (PC / PS4 / Xbox One) - Deus Ex Go (iOS / Android) - جنگجوی اژدها ۸ (3DS) - فاینال فانتزی ۱۲ (PS4) - Final Fantasy XIV: Heavensward (PC / PS3 / PS4) - فاینال فانتزی ۱۵ (PS4 / Xbox One) - Final Fantasy: Brave Exvius (iOS / Android) - هیتمن (PC / PS4 / Xbox One) - I Am Setsuna (PC / PS4 / Vita) - Just Cause 3: Land Mech Assault (PC / PS4 / Xbox One) - Kingdom Hearts HD 2.8 Final Chapter Prologue (PS4) - Star Ocean: Integrity and Faithlessness (PS3 / PS4) - The Turing Test (PC) - Valentino Rossi: The Game (PC / PS4 / Xbox One) - World of Final Fantasy (PS4 / Vita) تیم۱۷ - Overcooked (PC) - Strength of the Sword: ULTIMATE (PC) - Worms WMD (PC / PS4 / Xbox One) - Yooka-Laylee (PC / PS4 / Wii U / Xbox One) یوبی‌سافت - Eagle Flight (TBA) - برای افتخار (PC / PS4 / Xbox One) - South Park: The Fractured But Whole (PC / PS4 / Xbox One) - Tom Clancy's Ghost Recon Wildlands (PC / PS4 / Xbox One) - نگهبانان ۲ (PC / PS4 / Xbox One) Warner Bros. - بی‌عدالتی: خدایان میان ما (PS4 / Xbox One) - Lego Dimensions (PS3 / PS4 / Wii U / X360 / Xbox One) |